# Saint-Jean-du-Pin
Saint-Jean-du-Pin este o comună în departamentul Gard din sudul Franței. În 2009 avea o populație de 1.320 de locuitori.

## Evoluția populației
| An        | 1975 | 1982  | 1990  | 1999  | 2006  | 2009  |
| --------- | ---- | ----- | ----- | ----- | ----- | ----- |
| Populație | 847  | 1.131 | 1.231 | 1.219 | 1.277 | 1.320 |